# Persone di nome Davide/Calciatori
| Questa pagina contiene informazioni ricavate automaticamente dalle voci biografiche con l'ausilio del template Bio e di un bot. L'aggiornamento è periodico e automatico e ricostruisce completamente la pagina. Se manca una persona in questa lista, sei pregato di non aggiungerla, ma accertati piuttosto che la sua voce biografica contenga il template Bio e che i dati anagrafici siano correttamente compilati. Se il template Bio manca, inseriscilo tu stesso o, in alternativa, metti l'avviso {{tmp\|Bio}} che ne segnala la mancanza. Se i dati riportati sono sbagliati, correggi direttamente la voce biografica; le modifiche saranno visibili in questa lista entro pochi giorni. Per chiarimenti vedi il progetto antroponimi. La lista contiene solo le 53 persone che sono citate nell'enciclopedia e per le quali è stato implementato correttamente il template Bio. Pagina aggiornata al 22 lug 2025. |

Questa è una lista di persone presenti nell'enciclopedia che hanno il nome Davide e sono calciatori.

## A(3)
- Davide Adorni, calciatore italiano (Parma, n. 1992)
- Davide Agazzi, calciatore italiano (Trescore Balneario, n. 1993)
- Davide Astori, calciatore italiano (San Giovanni Bianco, n. 1987 - Udine, † 2018)

## B(8)
- Davide Baiocco, ex calciatore italiano (Perugia, n. 1975)
- Davide Bariti, calciatore italiano (La Spezia, n. 1991)
- Davide Bartesaghi, calciatore italiano (Erba, n. 2005)
- Davide Bassi, ex calciatore italiano (Sarzana, n. 1985)
- Davide Bertoncini, calciatore italiano (Fiorenzuola d'Arda, n. 1991)
- Davide Bettella, calciatore italiano (Padova, n. 2000)
- Davide Biraschi, calciatore italiano (Roma, n. 1994)
- Davide Bombardini, ex calciatore italiano (Faenza, n. 1974)

## C(9)
- Davide Calabria, calciatore italiano (Brescia, n. 1996)
- Davide Campofranco, ex calciatore italiano (Palermo, n. 1970)
- Davide Carcuro, calciatore italiano (Treviso, n. 1987)
- Davide Caremi, ex calciatore italiano (Como, n. 1984)
- Davide Carteri, ex calciatore italiano (Padova, n. 1982)
- Davide Cesarini, calciatore sammarinese (n. 1995)
- Davide Chiumiento, ex calciatore svizzero (Heiden, n. 1984)
- Davide Cinaglia, calciatore italiano (Roma, n. 1995)
- Davide Curte, calciatore brasiliano (San Paolo, n. 1918)

## D(3)
- Davide Di Gennaro, calciatore italiano (Milano, n. 1988)
- Davide Diaw, calciatore italiano (Cividale del Friuli, n. 1992)
- Davide Drascek, ex calciatore italiano (Monfalcone, n. 1981)

## F(3)
- Davide Falcioni, ex calciatore italiano (Fano, n. 1975)
- Davide Fontolan, ex calciatore italiano (Garbagnate Milanese, n. 1966)
- Davide Frattesi, calciatore italiano (Roma, n. 1999)

## G(3)
- Davide Gavazzi, calciatore italiano (Sondrio, n. 1986)
- Davide Giorgino, ex calciatore italiano (Brindisi, n. 1985)
- Davide Grassi, ex calciatore italiano (Reggio nell'Emilia, n. 1986)

## I(1)
- Davide Incerti, calciatore cubano (L'Avana, n. 2002)

## L(2)
- Davide Lampugnani, ex calciatore italiano (Mantova, n. 1969)
- Davide Luppi, calciatore italiano (Trescore Balneario, n. 1990)

## M(6)
- Davide Mariani, calciatore svizzero (Zurigo, n. 1991)
- Davide Marsura, calciatore italiano (Valdobbiadene, n. 1994)
- Davide Matteini, ex calciatore italiano (Livorno, n. 1982)
- Davide Mazzocco, calciatore italiano (Feltre, n. 1995)
- Davide Morello, ex calciatore italiano (Palermo, n. 1978)
- Davide Moscardelli, ex calciatore italiano (Mons, n. 1980)

## P(2)
- Davide Dias, ex calciatore portoghese (Lisbona, n. 1983)
- Davide Petrucci, calciatore italiano (Roma, n. 1991)

## S(5)
- Davide Santon, ex calciatore italiano (Portomaggiore, n. 1991)
- Davide Saverino, ex calciatore italiano (Milano, n. 1977)
- Davide Simoncini, calciatore sammarinese (Città di San Marino, n. 1986)
- Davide Sinigaglia, calciatore italiano (Tradate, n. 1981)
- Davide Somma, ex calciatore sudafricano (Johannesburg, n. 1985)

## T(4)
- Davide Taini, ex calciatore svizzero (Rapperswil, n. 1976)
- Davide Talone, ex calciatore italiano (Sydney, n. 1992)
- Davide Tieghi, calciatore italiano
- Davide Torchia, ex calciatore italiano (Roma, n. 1959)

## X(1)
- Davide Xausa, ex calciatore canadese (Vancouver, n. 1976)

## Z(3)
- Davide Zannoni, ex calciatore italiano (Verucchio, n. 1962)
- Davide Zappacosta, calciatore italiano (Sora, n. 1992)
- Davide Zoboli, ex calciatore italiano (Parma, n. 1981)